# مخيشم كبير

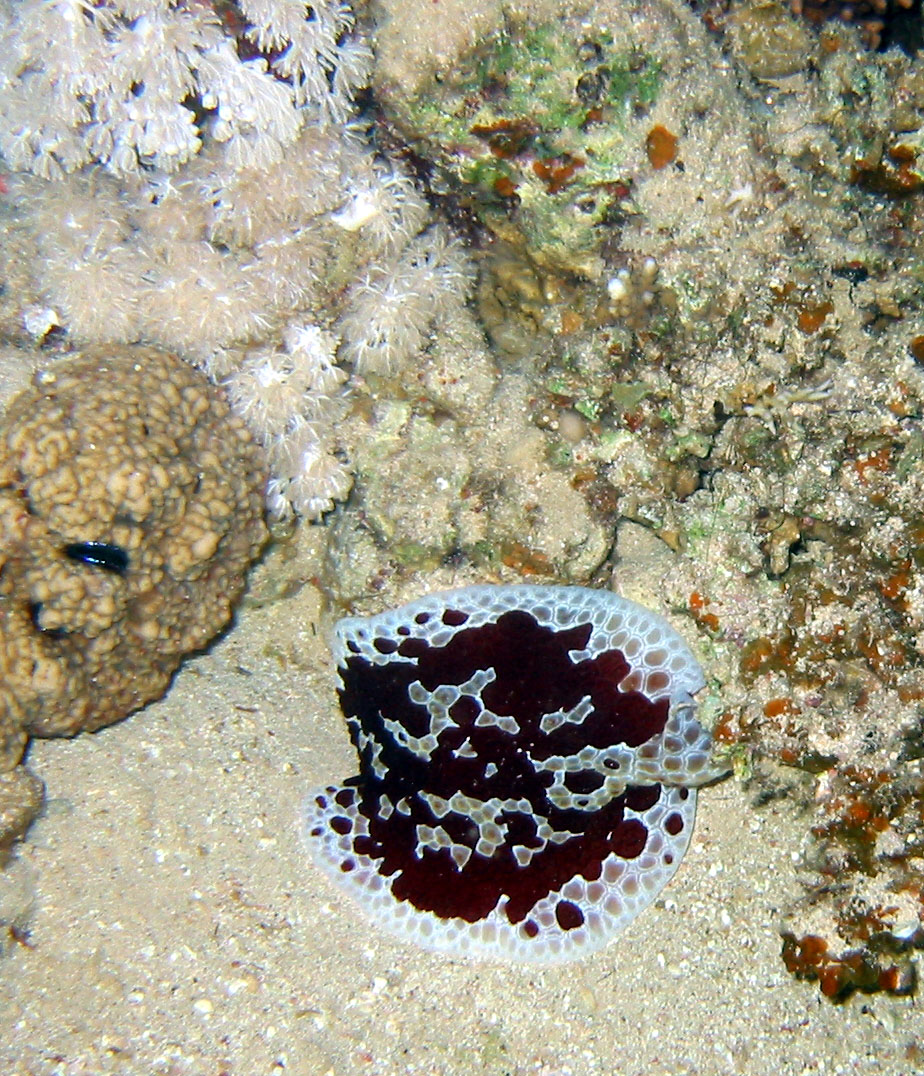
Pleurobranchus grandis in situ, head end towards the right, off دهب, Egypt, in the البحر الأحمر, 2003

مخيشم كبير (الاسم العلمي:Pleurobranchus grandis) هو نوع من الرخويات يتبع جنس المخيشم من الفصيلة المخيشمية.